# Уанакуни, Фернандо
Фернандо Уанакуни Мамани (исп. Fernando Huanacuni Mamani; род. 29 мая 1966, Ла-Пас, Боливия) —  боливийский юрист, политик и исследователь.

## Ранняя жизнь
Фернандо Уанакуни Мамани родился 29 мая 1966 года в городе Ла-Пас, Боливия. Он принадлежит к этнической группе аймара. Он получил диплом юриста в Высшем университете Сан-Андрес города Ла-Пас. В 2010 году получил диплом по психологии обучения в Чили, а в 2014 году изучал исследовательскую и межкультурную педагогику в Боготе, Колумбия. В 2014 году он также получил высшее образование гуманитарного факультета Университета Сан-Андрес.

## Карьера

### Правительственные должности и исследования
Исследования Уанакуни касаются мировоззрения и истории предков коренных народов. Он также является политическим активистом как в Боливии, так и на международном уровне. Он выступает за восстановление самобытности исконных коренных народов. В 1983 году он начал гастролировать по Южной Америке, Центральной Америке, Северной Америке и Европе, читая лекции о ценности знаний предков и мотивируя возвращение к логическому мышлению и общинным практикам.
Уанакуни Мамани также входил в состав команды разработчиков учебной программы Закона Авелино Синани — Элизардо Переса. На первом этапе он работал в качестве эксперта по Космовидению и древним философиям коренных народов и общин в Министерстве образования и культуры Боливии. С 2008 года он работал в Министерстве иностранных дел Боливии в качестве директора по церемониальной практике и внедрению в Многонациональном Государстве Боливия. До сентября 2014 года имел ранг посла, затем был уволен за ошибки в организации G77+China, где он нанял кубинских, а не местных переводчиков.

### Преподавание и СМИ
С 2005 по 2010 год он был режиссёром и ведущим тележурнала Manatial Magazine Taypi Uta, транслируемого каналом Channel 4 RTP в Ла-Пасе, Боливия. Он также был продюсером и ведущим еженедельной программы Pacha Ajayu с журналистом Эдуардо Годоем с 2004 по 2010 год, транслируемой тем же каналом. С 2012 по 2013 год он был обозревателем национальной газеты CAMBIO.

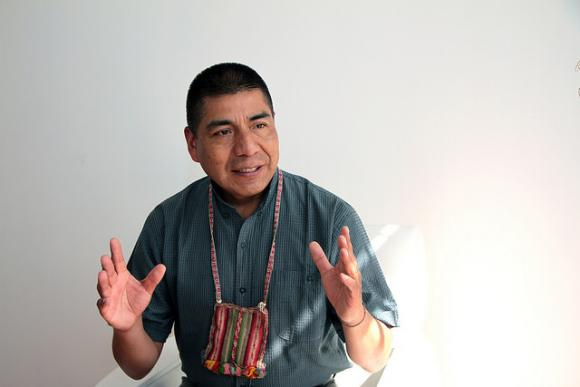
Появление Уанакуни в интервью в 2014 году в Эквадоре

В 2008 году он также преподавал в качестве аспиранта «Учебных программ по строительству и управлению сообществом» в Университете Сан-Андреса. Затем в 2010 году он преподавал в Университетском центре AGRUCO Университета Сан-Симона. С 2014 по 2015 год он также преподавал в Андском университете имени Симона Боливара в области конституционного права, государственного управления, судебного и конституционного судопроизводства, специализируясь на правовом плюрализме, демаркации юрисдикции и суде. В 2015 году он был научным сотрудником Международного института интеграционного соглашения Андреса Белло. С 2015 года он становится преподавателем и исследователем правовой сферы коренных народов и преподавателем юридического факультета Университета Сан-Андрес. Он также становится председателем и старшим научным сотрудником Центра исследований Андского амазонского космовидения SARIRI.

### Политика
Фернандо Уанакуни занимал пост министра иностранных дел Боливии с 23 января 2017 года по 4 сентября 2018 года, во время третьего правительства президента Эво Моралеса Аймы. После обвинений в домогательствах к женщинам-чиновницам, неадекватном управлении ресурсами и непотизме в МИДе Боливии, он был снят со своего поста.